# Circuncisión de Juan el Bautista

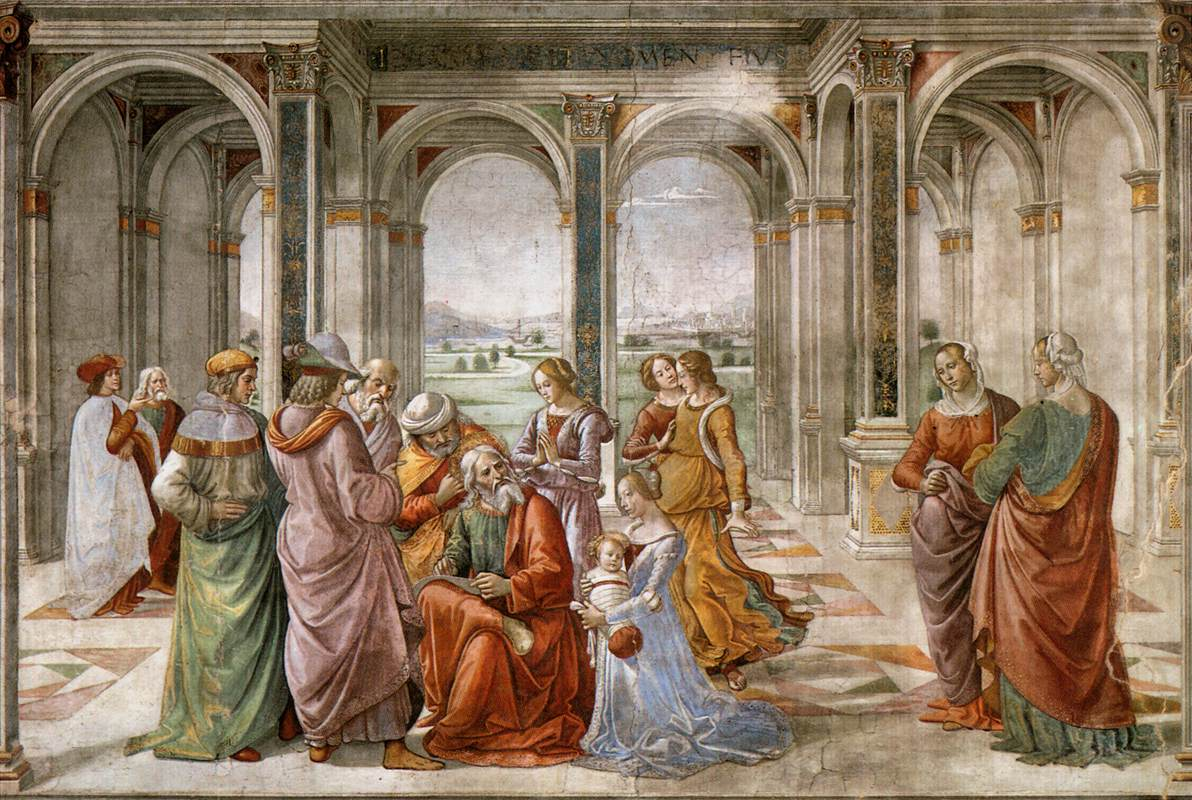
El episodio por Ghirlandaio en el ciclo de pinturas sobre la vida de Juan el Bautista en la Capilla Tornabuoni.

La circuncisión del Juan el Bautista es un pasaje de la vida de San Juan Bautista recogido en el Evangelio según San Lucas.

## Historia
El arcángel Gabriel anuncia a Zacarías, sacerdote del Templo de avanzada edad y hombre justo, el futuro embarazo de su mujer también de avanzada edad, Isabel; de un niño que llevaría el nombre de Juan. Zacarías se muestra incrédulo ante las palabras del arcángel y este le deja mudo hasta que se cumpliese lo anunciado.
Zacarías quedaría mudo por su incredulidad. Isabel quedó embarazada y unos meses después recibió la visita de María, a su vez embarazada de Jesucristo. 
Nació Juan el Bautista y cumpliendo con la costumbre judía, hubieron de circuncidar al niño, momento en el que se le imponía el nombre. En el momento de preguntar el nombre del niño a Isabel (Zacarías continuaba estando sin habla), esta responde diciendo que el nombre debía ser Juan. Los presentes se asombraron diciendo que no había nadie en su familia con ese nombre, y se decidió preguntar a su padre Zacarías, que escribió en una tablilla: 
Su nombre es Juan.
Se impuso este nombre al niño y Zacarías recuperó el habla. El Evangelio de Lucas recogió a continuación el cántico de Zacarías entonado por este en acción de gracias por el cumplimiento del anuncio del arcángel Gabriel.

## En el arte
El episodio ha sido representado en el arte tanto de forma individual, como dentro de ciclos artísticos dedicados a la representación de la vida de Juan el Bautista.

La Circuncisión de Juan el Bautista en el arte
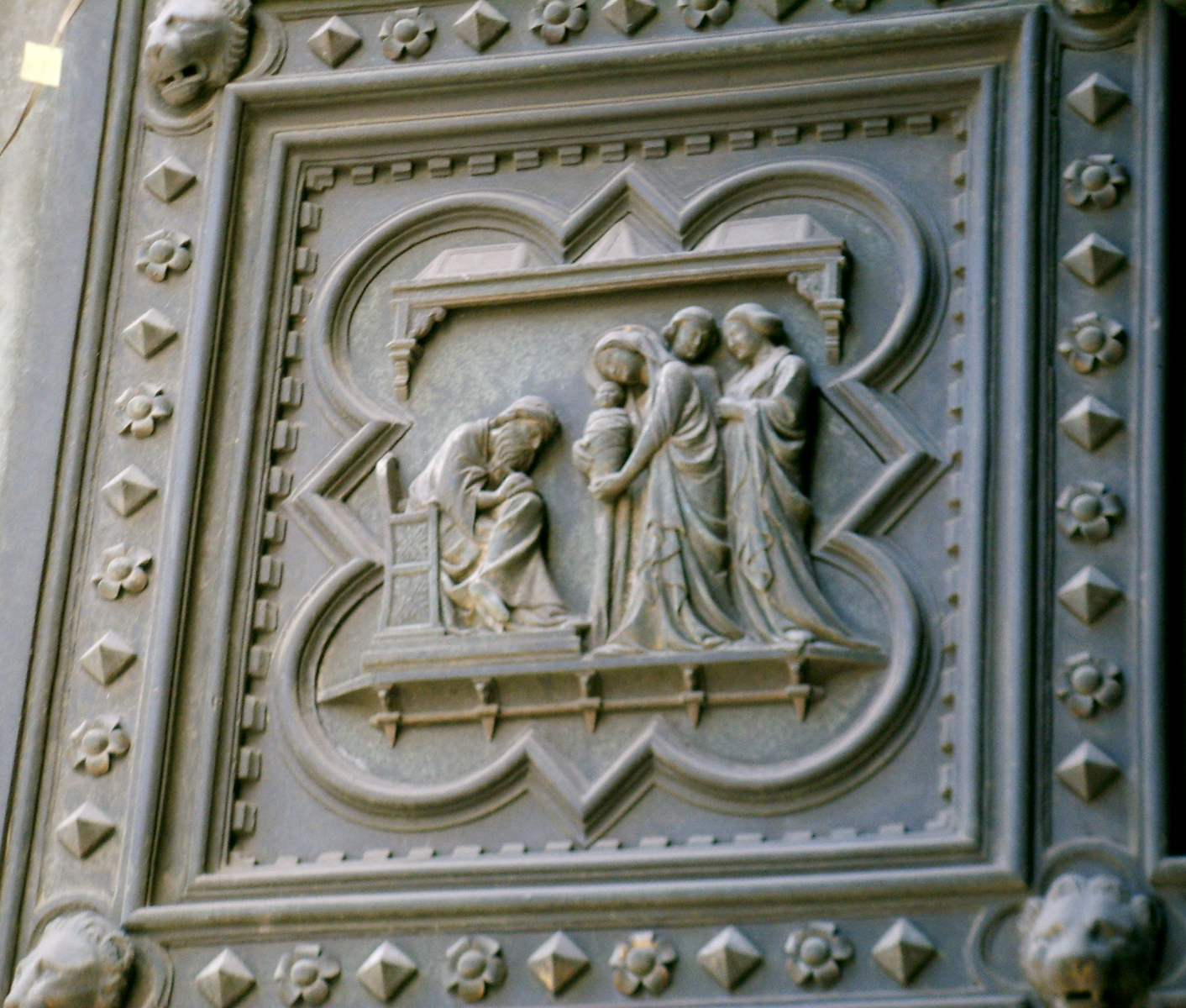
En un relieve en la puerta sur del Baptisterio de Florencia por Andrea Pisano. (1330-1336)
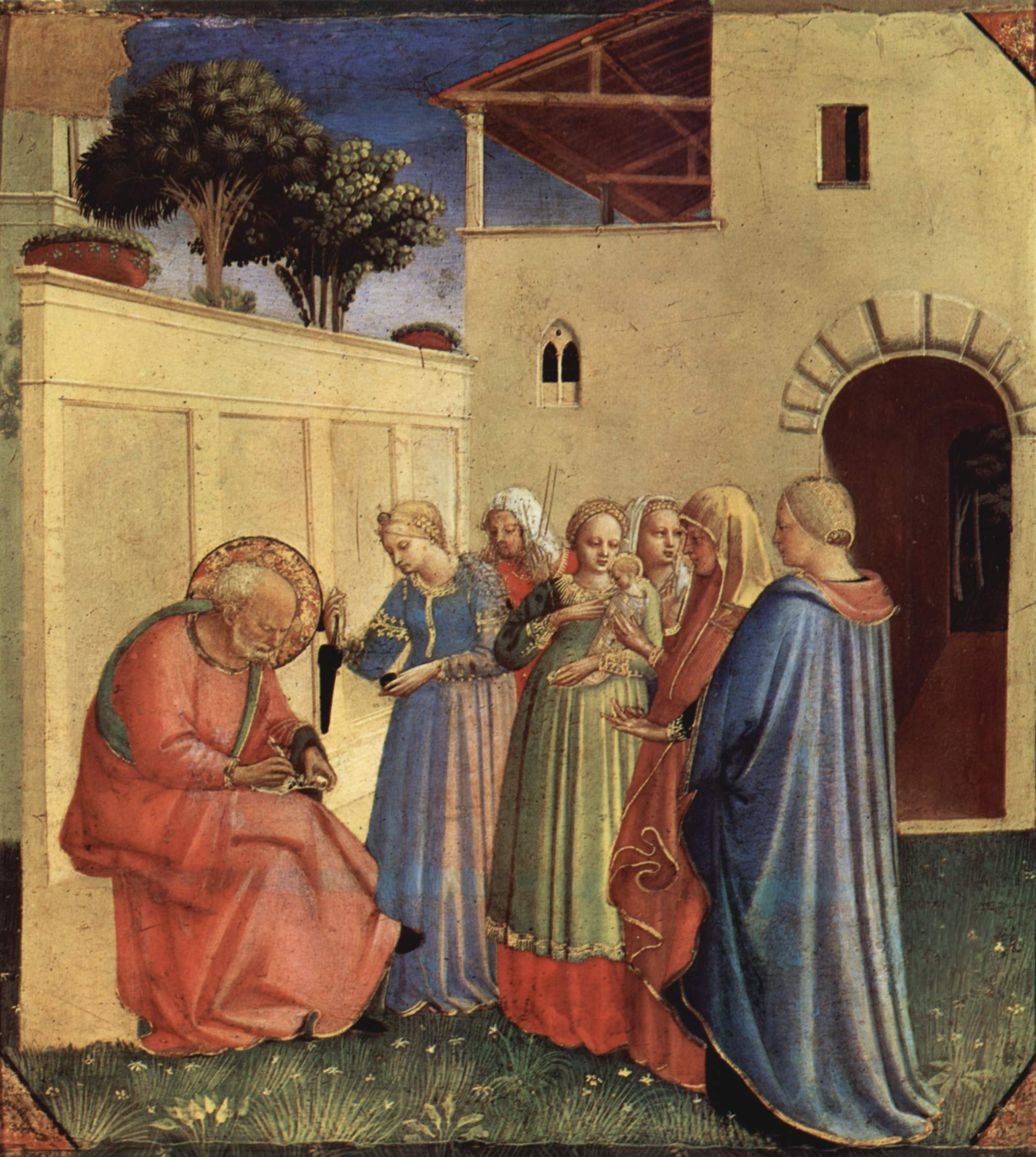
Por Fra Angelico (1450)
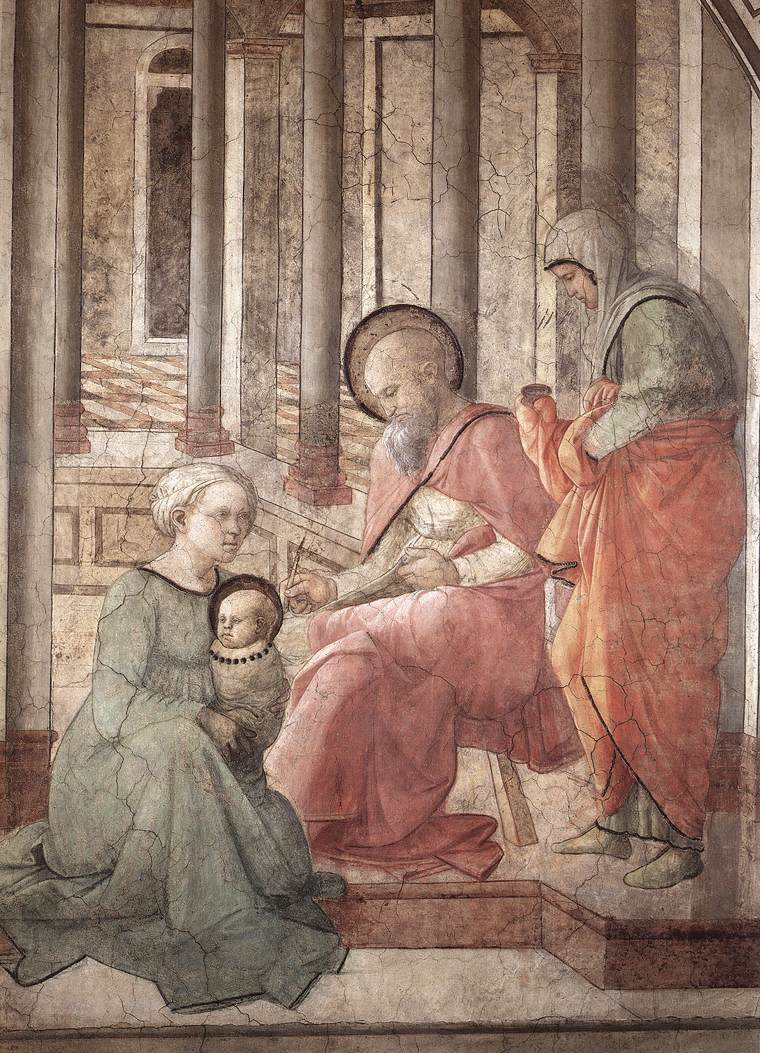
Detalle de un fresco de Fra Filippo Lippi. (1452-1465)
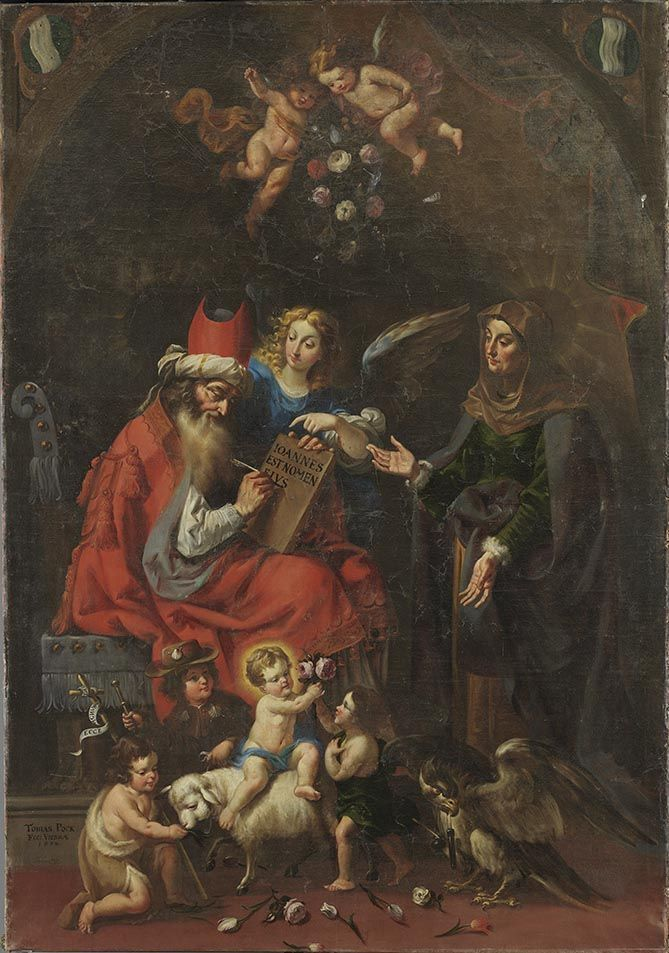
Por Tobias Pock (1672)

### Individuales
1. ↑  Dachev, Miroslav (1 de enero de 2016). «St. John: prophet, baptist and forerunner.». Academia.edu. Consultado el 28 de febrero de 2023.